# قطعنامه ۱۷۵۷ شورای امنیت
قطعنامه ۱۷۵۷ شورای امنیت سازمان ملل متحد که در تاریخ ۳۰ مه ۲۰۰۷ تصویب شد، سندی بین‌المللی دربارهٔ بررسی وضعیت خاورمیانه است. این قطعنامه طی نشست ۵۶۸۵ام با ۱۰ رای موافق، ۰ مخالف و ۵ ممتنع تصویب شد.